# Гусак Леонід Миколайович
Леонід Миколайович Гусак (нар. 7 липня 1987, Одеса, УРСР) — український футболіст, захисник канадського клубу «Воркута» (Торонто).

## Життєпис
Народився в Одесі, вихованець місцевих ДЮФК ім. Беланова та «Чорноморця». Дорослу футбольну кар'єру розпочав у 2002 році в складі одеського «Чорноморця-2» в Другій лізі чемпіонату України. У 2005 році перейшов до овідіопольського «Дністра», у складі якого відіграв два з половиною сезони. У 2010 році виступав за СК «Южне» в чемпіонаті Одеської області. У 2012 році підписав контракт з СКА, який виступав в аматорському чемпіонаті України. Допоміг команді вибороти путівку до Другої ліги, де відіграв сезон 2012/13 років. У 2016 році захищав кольори аматорського колективу «Олімп» (Кринички). У 2017 року перейшов до складу представника Канадської футбольної ліги ФК «Воркута». У складі клубу з Торонто вже в дебютному сезоні допоміг виграти Перший дивізіон канадського чемпіонату.
Навчався в Одеському екологічному університеті.